# Torneo Apertura 2024 Liga Prom
El Torneo Apertura 2024, oficialmente llamado por motivo de patrocinio Liga Prom Tigo Apertura 2024, será la séptima edición de la  segunda división panameña y es el inicio de la temporada 2024. El campeón defensor son las Águilas de la U al obtener su primer título en el Torneo Clausura 2023.

## Novedades
- Las Águilas de la U se consagraron Supercampeón de la Liga Prom, pero por motivos de licencia no pudieron ascender a la LPF.
- El Atlético Chiriquí, a pesar de que descendieron deportivamente, podían ocupar el puesto de las Águilas de la U en la LPF, pero debían pagar una multa por haber descendido. Debido a los problemas económicos del club no pudieron asumir este gasto. Al final fueron desafiliado de toda competición federada.
- El Veraguas United FC adquirió el cupo del Atlético Chiriquí en la Primera División, por lo cual su filial pasó a su cupo en Liga Prom.
- Los Santos FC adquirió el cupo que debió ocupar el Atlético Chiriquí (desafiliado) en Segunda División en la Conferencia Oeste.
- CIEX Sports Academy adquirió el cupo del Colón C-3 FC (desafiliado) por la FEPAFUT en la Conferencia Este.

## Sistema de competición
El torneo de la Liga Prom Tigo Apertura 2024 está conformado en dos partes:
- Fase de calificación: Se integra por dos conferencias, divididas en dos zonas (norte y sur) y desarrollada por 10 jornadas respectivamente dentro de su grupo y 6 jornadas entre zonas (norte vs sur).
- Fase final: Se integra por los partidos de cuartos de final, semifinales y la gran final.

### Fase de clasificación
En la fase de clasificación se observó el sistema de puntos. La ubicación en la tabla general está sujeta a lo siguiente:
- Por juego ganado se obtendrán tres puntos.
- Por juego empatado se obtendrá un punto.
- Por juego perdido no se otorgan puntos.

En esta fase participan los 24 clubes de la Liga Prom jugando en dos grupos llamados conferencias durante las 10 jornadas respectivas.

### Fase Final
En la fase final se observa el sistema de eliminación directa. Los ocho mejores clubes ubicados en la tabla de posiciones avanzan a esta ronda, disputada de la siguiente manera. 
Ronda finales de Conferencias:
- Semifinales de Conferencia Este:

Llave I: 1° (Zona Norte - Este) vs. 2° (Zona Sur - Este)
Llave II: 1° (Zona Sur - Este) vs. 2° (Zona Norte - Este)
- Semifinales de Conferencia Oeste:

Llave I: 1° (Zona Norte - Oeste) vs. 2° (Zona Sur - Oeste)
Llave II: 1° (Zona Sur - Oeste) vs. 2° (Zona Norte - Oeste)
Finales de Conferencia:
- Conferencia Este:

Ganador Llave I vs. Ganador Llave II
- Conferencia Oeste:

Ganador Llave I vs. Ganador Llave II
Gran Final:
Ganador Conferencia Este vs. Ganador Conferencia Oeste

## Equipos participantes

### Equipos por provincia
| N.° | Provincia      | Equipos |
| --- | -------------- | --- |
| 12  | Panamá         | Águilas de la U, Alianza F. C. II, C. D. del Este II, C. D. Plaza Amador II, Panamá City FC, San Martín F. C., S. D. Atlético Nacional, Sporting S. M. II, Tauro F. C. II, UDELAS F. C., UMECIT F. C. II y CIEX Sports Academy |
| 3   | Panamá Oeste   | C. A. Independiente II, San Francisco F. C. II y Academia Costa del Este |
| 2   | Colón          | Academy Champions FC y Deportivo Árabe Unido II |
| 2   | Coclé          | Unión Coclé F. C. y Universidad Latina |
| 1   | Chiriquí       | Mario Méndez F. C. |
| 1   | Bocas del Toro | C. D. Bocas F. C. |
| 1   | Herrera        | Herrera F. C. "B" |
| 1   | Los Santos     | Los Santos F. C. |
| 1   | Veraguas       | Veraguas United F. C. II |

### Información de los equipos participantes
| Equipo                    | Entrenador      | Ciudad               | Estadio                      | Capacidad | Patrocinador                                                             | Kit          |
| ------------------------- | --------------- | -------------------- | ---------------------------- | --------- | ------------------------------------------------------------------------ | ------------ |
| Academia Costa del Este   | Jorge Torres    | Capira               | Agustín 'Muquita' Sánchez    | 3 000     | 3 patrocinadores Global Bank Rodelag Empresas Bern                       | M            |
| Academy Champions FC      | Cristian Zamora | Colón                | Armando Dely Valdés          | 1 121     | Ginza                                                                    | Bandera de ? |
| Águilas de la U           | David Acosta    | Ciudad de Panamá     | Luis 'Cascarita' Tapia (*)   | 900       | 2 patrocinadores GAMALAB Poin Panamá                                     | FB Sports    |
| Alianza F. C. II          | José Soriano    | Juan Díaz            | Luis 'Cascarita' Tapia       | 900       | 2 patrocinadores ShowTime Clinilab Panamá                                | Keuka        |
| CIEX Sports Academy       | Jonathan Parra  | Ciudad de Panamá     | Eagles Stadium               | 700       | Kumon                                                                    | Under Armour |
| C. A. Independiente II    | Alberto Blanco  | La Chorrera          | Agustín 'Muquita' Sánchez    | 3 000     | 2 patrocinadores Altos De La Pradera Gulf                                | Everlast     |
| C. D. Bocas F. C.         | Jonathan Meza   | Bocas del Toro       | Edson Arantes Do Nascimiento | 1 200     | 2 patrocinadores Colón 2000 Petrocar                                     | Adidas       |
| Potros del Este II        | Guido Goldstein | Pacora               | Maracaná                     | 5 500     | Thomas Jefferson School                                                  | Keuka        |
| C. D. Plaza Amador II     | César Morales   | El Chorrillo         | COS Sports Plaza             | 1 100     | Sportium                                                                 | Keuka        |
| Deportivo Árabe Unido II  | Alfonso de Moya | Colón                | Armando Dely Valdés          | 1 121     | 2 patrocinadores AguAseo Kendall Motor Oil                               | Kelme        |
| Herrera F. C. II          | Fernando Baloy  | Herrera              | Los Milagros                 | 1 000     | 2 patrocinadores Varela Hermanos S.A. Joyeria & Casa de Empeño El Tesoro | Strik3r      |
| Los Santos F. C.          | José González   | Los Sanros           | París                        | 300       |                                                                          | Spieler      |
| Mario Méndez F. C.        | Luis Miranda    | Chiriquí             | San Cristóbal                | 2 890     | 2 patrocinadores Café Don Tino Sansón                                    | Valor        |
| Panama City F. C.         | Freddy Romero   | Ciudad de Panamá     | Yappy Park                   | 1 000     | KFC                                                                      | Adidas       |
| San Francisco F. C. II    | Jorge Santos    | La Chorrera          | Agustín 'Muquita' Sánchez    | 3 000     | TicketMore                                                               | Valor        |
| San Martín F. C.          | Ameth De León   | San Martín           | Luis 'Cascarita' Tapia       | 900       | AIF                                                                      |              |
| S. D. Atlético Nacional   | Gustavo Ávila   | Panamá               | Maracaná (*)                 | 5 500     | 2 patrocinadores TERMOPANEL Zona Libre de Colón                          | Adidas       |
| Sporting San Miguelito II | César Aguilar   | San Miguelito        | Los Andes                    | 1 145     | Sparkle Power S.A.                                                       | Spirits      |
| Tauro F. C. II            | Javier Ainstein | Pedregal, Panamá     | Luis 'Cascarita' Tapia       | 900       | 2 patrocinadores Terpel Aceti-Oxígeno,S.A                                | Patrick      |
| UDELAS F. C.              | Manuel Valencia | San Miguelito        | CAI Sport Center             | 500       | 2 patrocinadores UDELAS PROMED                                           | Viomar       |
| UMECIT F. C. II           | Javier Torres   | San Miguelito        | Campo Futuras Promesas       | 300       | UMECIT                                                                   | Bandera de ? |
| Unión Coclé F. C.         | Juan Ramírez    | Penonomé             | Virgilio Tejeira             | 900       | First Quantum Minerals                                                   | Avalos       |
| Universidad Latina        | José Torres     | Penonomé             | Virgilio Tejeira             | 900       | 3 patrocinadores Universidad Latina The Oxford School Banco LAFISE       | Bandera de ? |
| Veraguas United F. C. II  | Manuel Espinosa | Santiago de Veraguas | Rafael Rodríguez             | 500       | 2 patrocinadores Super Carnes La Parmigiana                              | WOLF         |

- Nota: (*) Estos estadios fueron utilizados temporalmente por estos equipos.

## Ascensos y descensos
| Pos. | Descendidos a 2.ª División |
| ---- | -------------------------- |
| 12.º | Atlético Chiriquí          |

| Pos. | Ascendidos de 2.ª División |
| ---- | -------------------------- |
| 2º   | Veraguas United FC         |

## Conferencia Este

### Clasificación

#### Zona Norte
| Pos. | Equipo                    | Pts. | PJ | G  | E | P | GF | GC | Dif. | Notas                                    |
| ---- | ------------------------- | ---- | -- | -- | - | - | -- | -- | ---- | ---------------------------------------- |
| 1    | Sporting San Miguelito II | 37   | 16 | 11 | 4 | 1 | 42 | 20 | +22  | Acceso a las semifinales de conferencia. |
| 2    | Águilas de la U           | 32   | 16 | 10 | 2 | 4 | 31 | 19 | +12  | Acceso a las semifinales de conferencia. |
| 3    | Academy Champions F. C.   | 20   | 16 | 5  | 5 | 6 | 23 | 22 | +1   |                                          |
| 4    | CIEX Sports Academy       | 18   | 16 | 5  | 3 | 8 | 18 | 27 | −9   |                                          |
| 5    | Umecit F. C. Promesas     | 18   | 16 | 5  | 3 | 8 | 23 | 32 | −9   |                                          |
| 6    | Deportivo Árabe Unido II  | 15   | 16 | 4  | 3 | 9 | 13 | 19 | −6   | Último lugar.                            |

Actualizado a los partidos jugados el 4 de mayo de 2024.
 Fuente: Liga Prom, Soccerway.

#### Zona Sur
| Pos. | Equipo                | Pts. | PJ | G  | E | P  | GF | GC | Dif. | Notas                                    |
| ---- | --------------------- | ---- | -- | -- | - | -- | -- | -- | ---- | ---------------------------------------- |
| 1    | Panama City F. C.     | 35   | 16 | 10 | 5 | 1  | 28 | 11 | +17  | Acceso a las semifinales de conferencia. |
| 2    | C. D. Plaza Amador II | 28   | 16 | 8  | 4 | 4  | 38 | 26 | +12  | Acceso a las semifinales de conferencia. |
| 3    | Potros del Este II    | 22   | 16 | 6  | 4 | 6  | 24 | 22 | +2   |                                          |
| 4    | Tauro F. C. II        | 21   | 16 | 6  | 3 | 7  | 16 | 21 | −5   |                                          |
| 5    | San Martín F. C.      | 14   | 16 | 4  | 2 | 10 | 23 | 38 | −15  |                                          |
| 6    | Alianza F. C. II      | 8    | 16 | 2  | 2 | 12 | 13 | 35 | −22  | Último lugar.                            |

Actualizado a los partidos jugados el 3 de mayo de 2024.
 Fuente: Liga Prom, Soccerway.
Notas:
1. ↑  El partido contra el Alianza FC II le fue dado por perdido 3 a 0 por incumplir el reglamento (alineación indebida).
2. ↑  El partido contra el Tauro FC II le fue dado por ganado 3 a 0 por incumplir el reglamento (alineación indebida).

### Resultados
- Los horarios son correspondientes al tiempo de Ciudad de Panamá (UTC-5).
- Puedes mirar el calendario completo aquí.

| Jornada 1          | Jornada 1 | Jornada 1           | Jornada 1                    | Jornada 1   | Jornada 1 | Jornada 1                    | Jornada 1 | Jornada 1 | Jornada 1 |
| ------------------ | --------- | ------------------- | ---------------------------- | ----------- | --------- | ---------------------------- | --------- | --------- | --------- |
| Zona Norte         |           |                     |                              |             |           |                              |           |           |           |
| Local              | Resultado | Visitante           | Estadio                      | Fecha       | Hora      | TV                           |           |           |           |
| Sporting SM II     | 3 - 2     | CIEX Sports Academy | Los Andes                    | 18 de enero | 20:00     | Archivo:Tigo Sports logo.svg |           |           |           |
| Champions Academy  | 1 - 1     | CD Árabe Unido II   | Armando Dely Valdés          | 19 de enero | 15:30     |                              |           |           |           |
| Águilas de la U    | 4 - 0     | UMECIT FC II        | Luis Ernesto Cascarita Tapia | 21 de enero | 19:00     |                              |           |           |           |
| Zona Sur           |           |                     |                              |             |           |                              |           |           |           |
| Local              | Resultado | Visitante           | Estadio                      | Fecha       | Hora      | TV                           |           |           |           |
| San Martin FC      | 3 - 1     | Potros del Este II  | Luis Ernesto Cascarita Tapia | 18 de enero | 20:00     |                              |           |           |           |
| Alianza FC II      | 3 - 0     | Tauro FC II         | Luis Ernesto Cascarita Tapia | 19 de enero | 17:00     |                              |           |           |           |
| CD Plaza Amador II | 0 - 2     | Panamá City FC      | Luis Ernesto Cascarita Tapia | 20 de enero | 19:00     |                              |           |           |           |
| Total de goles: 19 |           |                     |                              |             |           |                              |           |           |           |

| Jornada 2          | Jornada 2 | Jornada 2          | Jornada 2                    | Jornada 2   | Jornada 2 | Jornada 2                    | Jornada 2 | Jornada 2 | Jornada 2 |
| ------------------ | --------- | ------------------ | ---------------------------- | ----------- | --------- | ---------------------------- | --------- | --------- | --------- |
| Zona Norte         |           |                    |                              |             |           |                              |           |           |           |
| Local              | Resultado | Visitante          | Estadio                      | Fecha       | Hora      | TV                           |           |           |           |
| CD Árabe Unido II  | 2 - 1     | UMECIT FC II       | Armando Dely Valdés          | 25 de enero | 15:30     |                              |           |           |           |
| Águilas de la U    | 0 - 4     | Sporting SM II     | Luis Ernesto Cascarita Tapia | 26 de enero | 17:00     | Archivo:Tigo Sports logo.svg |           |           |           |
| CIEX Academy       | 0 - 0     | Champions Academy  | Eagles Stadium               | 27 de enero | 20:00     |                              |           |           |           |
| Zona Sur           |           |                    |                              |             |           |                              |           |           |           |
| Local              | Resultado | Visitante          | Estadio                      | Fecha       | Hora      | TV                           |           |           |           |
| Tauro FC II        | 3 - 1     | CD Plaza Amador II | Luis Ernesto Cascarita Tapia | 25 de enero | 20:00     | Archivo:Tigo Sports logo.svg |           |           |           |
| Panamá City FC     | 3 - 1     | San Martin FC      | Luis Ernesto Cascarita Tapia | 27 de enero | 19:00     |                              |           |           |           |
| Potros del Este II | 3 - 0     | Alianza FC II      | Luis Ernesto Cascarita Tapia | 28 de enero | 19:00     |                              |           |           |           |
| Total de goles: 18 |           |                    |                              |             |           |                              |           |           |           |

| Jornada 3          | Jornada 3 | Jornada 3           | Jornada 3                    | Jornada 3    | Jornada 3 | Jornada 3                    | Jornada 3 | Jornada 3 | Jornada 3 |
| ------------------ | --------- | ------------------- | ---------------------------- | ------------ | --------- | ---------------------------- | --------- | --------- | --------- |
| Zona Norte         |           |                     |                              |              |           |                              |           |           |           |
| Local              | Resultado | Visitante           | Estadio                      | Fecha        | Hora      | TV                           |           |           |           |
| Champions Academy  | 1 - 1     | Sporting SM II      | Armando Dely Valdés          | 2 de febrero | 15:30     |                              |           |           |           |
| Umecit FC II       | 0 - 1     | CIEX Sports Academy | Futuras Promesas             | 2 de febrero | 15:30     |                              |           |           |           |
| Águilas de la U    | 1 - 0     | CD Árabe Unido II   | Los Andes                    | 2 de febrero | 17:00     | Archivo:Tigo Sports logo.svg |           |           |           |
| Zona Sur           |           |                     |                              |              |           |                              |           |           |           |
| Local              | Resultado | Visitante           | Estadio                      | Fecha        | Hora      | TV                           |           |           |           |
| San Martin FC      | 0 - 8     | CD Plaza Amador II  | Luis Ernesto Cascarita Tapia | 31 de enero  | 20:00     |                              |           |           |           |
| Potros del Este II | 0 - 1     | Tauro FC II         | Luis Ernesto Cascarita Tapia | 3 de febrero | 20:00     |                              |           |           |           |
| Panamá City FC     | 0 - 0     | Alianza FC II       | Luis Ernesto Cascarita Tapia | 4 de febrero | 19:00     |                              |           |           |           |
| Total de goles: 13 |           |                     |                              |              |           |                              |           |           |           |

| Jornada 4          | Jornada 4 | Jornada 4           | Jornada 4                    | Jornada 4    | Jornada 4 | Jornada 4                    | Jornada 4 | Jornada 4 | Jornada 4 |
| ------------------ | --------- | ------------------- | ---------------------------- | ------------ | --------- | ---------------------------- | --------- | --------- | --------- |
| Zona Norte         |           |                     |                              |              |           |                              |           |           |           |
| Local              | Resultado | Visitante           | Estadio                      | Fecha        | Hora      | TV                           |           |           |           |
| Sporting SM II     | 2 - 1     | Umecit FC II        | Los Andes                    | 6 de febrero | 16:00     | Archivo:Tigo Sports logo.svg |           |           |           |
| CD Árabe Unido II  | 1 - 0     | CIEX Sports Academy | Armando Dely Valdés          | 7 de febrero | 15:30     |                              |           |           |           |
| Champions Academy  | 4 - 2     | Águilas de la U     | Armando Dely Valdés          | 8 de febrero | 15:30     |                              |           |           |           |
| Zona Sur           |           |                     |                              |              |           |                              |           |           |           |
| Local              | Resultado | Visitante           | Estadio                      | Fecha        | Hora      | TV                           |           |           |           |
| Tauro FC II        | 0 - 2     | Panamá City FC      | Luis Ernesto Cascarita Tapia | 7 de febrero | 20:00     |                              |           |           |           |
| Alianza FC II      | 1 - 2     | San Martin FC       | Luis Ernesto Cascarita Tapia | 8 de febrero | 16:00     |                              |           |           |           |
| CD Plaza Amador II | 2 - 1     | Potros del Este II  | Luis Ernesto Cascarita Tapia | 9 de febrero | 17:00     |                              |           |           |           |
| Total de goles: 18 |           |                     |                              |              |           |                              |           |           |           |

| Jornada 5           | Jornada 5 | Jornada 5         | Jornada 5                    | Jornada 5     | Jornada 5 | Jornada 5                    | Jornada 5 | Jornada 5 | Jornada 5 |
| ------------------- | --------- | ----------------- | ---------------------------- | ------------- | --------- | ---------------------------- | --------- | --------- | --------- |
| Zona Norte          |           |                   |                              |               |           |                              |           |           |           |
| Local               | Resultado | Visitante         | Estadio                      | Fecha         | Hora      | TV                           |           |           |           |
| CD Árabe Unido II   | 2 - 4     | Sporting SM II    | Armando dely Valdés          | 16 de febrero | 15:30     |                              |           |           |           |
| CIEX Sports Academy | 2 - 1     | Águilas de la U   | Eagles Stadium               | 17 de febrero | 20:00     |                              |           |           |           |
| Umecit FC II        | 0 - 0     | Champions Academy | Futuras Promesas             | 18 de febrero | 15:30     |                              |           |           |           |
| Zona Sur            |           |                   |                              |               |           |                              |           |           |           |
| Local               | Resultado | Visitante         | Estadio                      | Fecha         | Hora      | TV                           |           |           |           |
| CD Plaza Amador     | 3 - 2     | Alianza FC II     | Luis Ernesto Cascarita Tapia | 15 de febrero | 20:00     | Archivo:Tigo Sports logo.svg |           |           |           |
| San Martin FC       | 0 - 2     | Tauro FC II       | Luis Ernesto Cascarita Tapia | 16 de febrero | 17:00     | Archivo:Tigo Sports logo.svg |           |           |           |
| Potros del Este II  | 0 - 2     | Panamá City FC    | Luis Ernesto Cascarita Tapia | 18 de febrero | 19:00     |                              |           |           |           |
| Total de goles: 18  |           |                   |                              |               |           |                              |           |           |           |

| Jornada 6          | Jornada 6 | Jornada 6           | Jornada 6                      | Jornada 6     | Jornada 6 | Jornada 6                    | Jornada 6 | Jornada 6 | Jornada 6 |
| ------------------ | --------- | ------------------- | ------------------------------ | ------------- | --------- | ---------------------------- | --------- | --------- | --------- |
| Interzona          |           |                     |                                |               |           |                              |           |           |           |
| Local              | Resultado | Visitante           | Estadio                        | Fecha         | Hora      | TV                           |           |           |           |
| San Martin FC      | 0 - 0     | CD Árabe Unido II   | Luis Ernesto Cascarita Tapia   | 22 de febrero | 19:00     |                              |           |           |           |
| Sporting SM II     | 1 - 1     | Alianza FC II       | Los Andes                      | 22 de febrero | 20:00     | Archivo:Tigo Sports logo.svg |           |           |           |
| Panamá City FC     | 1 - 1     | Umecit FC II        | Luis Ernesto "Cascarita" Tapia | 23 de febrero | 19:00     |                              |           |           |           |
| Tauro FC II        | 1 - 0     | Águilas de la U     | Luis Ernesto "Cascarita" Tapia | 24 de febrero | 19:00     |                              |           |           |           |
| Champions Academy  | 1 - 3     | Potros del Este     | Armando Dely Valdés            | 25 de febrero | 15:30     |                              |           |           |           |
| CD Plaza Amador II | 4 - 2     | CIEX Sports Academy | Luis Ernesto "Cascarita" Tapia | 25 de febrero | 19:00     |                              |           |           |           |
| Total de goles: 0  |           |                     |                                |               |           |                              |           |           |           |

| Jornada 7           | Jornada 7 | Jornada 7          | Jornada 7               | Jornada 7  | Jornada 7 | Jornada 7 | Jornada 7 | Jornada 7 | Jornada 7 |
| ------------------- | --------- | ------------------ | ----------------------- | ---------- | --------- | --------- | --------- | --------- | --------- |
| Interzona           |           |                    |                         |            |           |           |           |           |           |
| Local               | Resultado | Visitante          | Estadio                 | Fecha      | Hora      | TV        |           |           |           |
| Umecit FC II        | 3 - 0     | Alianza FC II      | Futuras Promesas        | 1 de marzo | 16:00     |           |           |           |           |
| Academy Champions   | 1 - 2     | Panama City FC     | Armando Dely Valdés     | 2 de marzo | 15:30     |           |           |           |           |
| CIEX Sports Academy | 2 - 0     | San Martín FC      | Eagle Stadium           | 2 de marzo | 20:00     |           |           |           |           |
| Potros del Este II  | 2 - 1     | CD Árabe Unido II  | Futuras Promesas        | 3 de marzo | 11:00     |           |           |           |           |
| Sporting SM II      | 5 - 0     | Tauro FC II        | Los Andes               | 4 de marzo | 16:00     |           |           |           |           |
| Águilas de la U     | 2 - 2     | CD Plaza Amador II | Agustín Muquita Sánchez | 4 de marzo | 19:00     |           |           |           |           |
| Total de goles: 20  |           |                    |                         |            |           |           |           |           |           |

| Jornada 8          | Jornada 8 | Jornada 8           | Jornada 8                      | Jornada 8   | Jornada 8 | Jornada 8                    | Jornada 8 | Jornada 8 | Jornada 8 |
| ------------------ | --------- | ------------------- | ------------------------------ | ----------- | --------- | ---------------------------- | --------- | --------- | --------- |
| Interzona          |           |                     |                                |             |           |                              |           |           |           |
| Local              | Resultado | Visitante           | Estadio                        | Fecha       | Hora      | TV                           |           |           |           |
| San Martín FC      | 1 - 3     | Sporting SM II      | Luis Ernesto "Cascarita" Tapia | 7 de marzo  | 20:00     | Archivo:Tigo Sports logo.svg |           |           |           |
| CD Árabe Unido II  | 2 - 1     | Tauro FC II         | Armando Dely Valdés            | 8 de marzo  | 15:30     |                              |           |           |           |
| Potros del Este II | 1 - 2     | Águilas de la U     | Luis Ernesto "Cascarita" Tapia | 8 de marzo  | 17:00     |                              |           |           |           |
| UMECIT FC II       | 1 - 4     | CD Plaza Amador II  | Futuras Promesas               | 9 de marzo  | 15:30     |                              |           |           |           |
| Alianza FC II      | 0 - 4     | Academy Champions   | Luis Ernesto "Cascarita" Tapia | 10 de marzo | 19:00     |                              |           |           |           |
| Panama City FC     | 3 - 1     | CIEX Sports Academy | Yappy Park                     | 10 de marzo | 20:00     |                              |           |           |           |
| Total de goles: 23 |           |                     |                                |             |           |                              |           |           |           |

| Jornada 9           | Jornada 9 | Jornada 9          | Jornada 9                      | Jornada 9   | Jornada 9 | Jornada 9                    | Jornada 9 | Jornada 9 | Jornada 9 |
| ------------------- | --------- | ------------------ | ------------------------------ | ----------- | --------- | ---------------------------- | --------- | --------- | --------- |
| Interzona           |           |                    |                                |             |           |                              |           |           |           |
| Local               | Resultado | Visitante          | Estadio                        | Fecha       | Hora      | TV                           |           |           |           |
| CD Plaza Amador II  | 1 - 0     | CD Árabe Unido II  | Luis Ernesto "Cascarita" Tapia | 14 de marzo | 20:00     | Archivo:Tigo Sports logo.svg |           |           |           |
| Tauro FC II         | 1 - 1     | Champions Academy  | Luis Ernesto "Cascarita" Tapia | 15 de marzo | 17:00     | Archivo:Tigo Sports logo.svg |           |           |           |
| Sporting SM II      | 3 - 2     | Potros del Este II | Los Andes                      | 15 de marzo | 20:00     |                              |           |           |           |
| Águilas de la U     | 1 - 0     | Panamá City FC     | Luis Ernesto "Cascarita" Tapia | 16 de marzo | 19:00     |                              |           |           |           |
| CIEX Sports Academy | 1 - 2     | Alianza FC II      | Eagles Stadium                 | 16 de marzo | 20:00     |                              |           |           |           |
| San Martin FC       | 4 - 5     | Umecit FC II       | Luis Ernesto "Cascarita" Tapia | 17 de marzo | 19:00     |                              |           |           |           |
| Total de goles: 21  |           |                    |                                |             |           |                              |           |           |           |

| Jornada 10         | Jornada 10 | Jornada 10          | Jornada 10                     | Jornada 10  | Jornada 10 | Jornada 10                   | Jornada 10 | Jornada 10 | Jornada 10 |
| ------------------ | ---------- | ------------------- | ------------------------------ | ----------- | ---------- | ---------------------------- | ---------- | ---------- | ---------- |
| Interzona          |            |                     |                                |             |            |                              |            |            |            |
| Local              | Resultado  | Visitante           | Estadio                        | Fecha       | Hora       | TV                           |            |            |            |
| Sporting SM II     | 3 - 3      | CD Plaza Amador II  | Los Andes                      | 22 de marzo | 17:00      | Archivo:Tigo Sports logo.svg |            |            |            |
| Umecit FC II       | 2 - 1      | Tauro FC II         | Futuras Promesas               | 23 de marzo | 15:30      |                              |            |            |            |
| Champions Academy  | 1 - 3      | San Martin FC       | Armando Dely Valdés            | 23 de marzo | 15:30      |                              |            |            |            |
| Potros del Este II | 1 - 1      | CIEX Sports Academy | Luis Ernesto "Cascarita" Tapia | 23 de marzo | 19:00      |                              |            |            |            |
| CD Árabe Unido II  | 0 - 0      | Panamá City FC      | Armando Dely Valdés            | 24 de marzo | 15:30      |                              |            |            |            |
| Alianza FC II      | 0 - 1      | Águilas de la U     | Luis Ernesto "Cascarita" Tapia | 24 de marzo | 19:00      |                              |            |            |            |
| Total de goles: 16 |            |                     |                                |             |            |                              |            |            |            |

| Jornada 11          | Jornada 11 | Jornada 11         | Jornada 11           | Jornada 11 | Jornada 11 | Jornada 11 | Jornada 11 | Jornada 11 | Jornada 11 |
| ------------------- | ---------- | ------------------ | -------------------- | ---------- | ---------- | ---------- | ---------- | ---------- | ---------- |
| Interzona           |            |                    |                      |            |            |            |            |            |            |
| Local               | Resultado  | Visitante          | Estadio              | Fecha      | Hora       | TV         |            |            |            |
| CD PLaza Amador II  | 0 - 2      | Champions Academy  | COS Sports Plaza     | 5 de abril | 13:30      |            |            |            |            |
| Umecit FC II        | 2 - 2      | Potros del Este II | Futuras Promesas     | 5 de abril | 15:30      |            |            |            |            |
| CD Árabe Unido II   | 2 - 0      | Alianza FC II      | Armando Dely Valdés  | 6 de abril | 15:30      |            |            |            |            |
| Panamá City FC      | 2 - 1      | Sporting SM II     | Yappy Park           | 6 de abril | 19:00      |            |            |            |            |
| Águilas de la U     | 2 - 1      | San Martin FC      | Luis Cascarita Tapia | 6 de abril | 19:00      |            |            |            |            |
| CIEX Sports Academy | 0 - 0      | Tauro FC II        | Eagles Stadium       | 6 de abril | 20:00      |            |            |            |            |
| Total de goles: 14  |            |                    |                      |            |            |            |            |            |            |

| Jornada 12          | Jornada 12 | Jornada 12         | Jornada 12                     | Jornada 12  | Jornada 12 | Jornada 12                   | Jornada 12 | Jornada 12 | Jornada 12 |
| ------------------- | ---------- | ------------------ | ------------------------------ | ----------- | ---------- | ---------------------------- | ---------- | ---------- | ---------- |
| Zona Norte          |            |                    |                                |             |            |                              |            |            |            |
| Local               | Resultado  | Visitante          | Estadio                        | Fecha       | Hora       | TV                           |            |            |            |
| CD Árabe Unido II   | 0 - 1      | Champions Academy  | Armando Dely Valdés            | 11 de abril | 15:30      |                              |            |            |            |
| Umecit FC II        | 1 - 2      | Águilas de la U    | Futuras Promesas               | 12 de abril | 15:30      |                              |            |            |            |
| CIEX Sports Academy | 1 - 3      | Sporting SM II     | Eagles Stadium                 | 23 de abril | 20:00      |                              |            |            |            |
| Zona Sur            |            |                    |                                |             |            |                              |            |            |            |
| Local               | Resultado  | Visitante          | Estadio                        | Fecha       | Hora       | TV                           |            |            |            |
| Tauro FC II         | 3 - 1      | Alianza FC II      | Luis Ernesto "Cascarita" Tapia | 12 de abril | 17:00      | Archivo:Tigo Sports logo.svg |            |            |            |
| Potros del Este II  | 2 - 0      | San Martin FC      | Luis Ernesto "Cascarita" Tapia | 13 de abril | 19:00      |                              |            |            |            |
| Panamá City FC      | 3 - 0      | CD Plaza Amador II | Yappy Park                     | 13 de abril | 19:00      |                              |            |            |            |
| Total de goles: 17  |            |                    |                                |             |            |                              |            |            |            |

| Jornada 13         | Jornada 13 | Jornada 13          | Jornada 13           | Jornada 13  | Jornada 13 | Jornada 13                   | Jornada 13 | Jornada 13 | Jornada 13 |
| ------------------ | ---------- | ------------------- | -------------------- | ----------- | ---------- | ---------------------------- | ---------- | ---------- | ---------- |
| Zona Norte         |            |                     |                      |             |            |                              |            |            |            |
| Local              | Resultado  | Visitante           | Estadio              | Fecha       | Hora       | TV                           |            |            |            |
| Umecit FC II       | 2 - 1      | CD Árabe Unido II   | Futuras Promesas     | 15 de abril | 15:30      |                              |            |            |            |
| Champions Academy  | 2 - 1      | CIEX Sports Academy | Armando Dely Valdés  | 16 de abril | 15:30      |                              |            |            |            |
| Sporting SM II     | 1 - 1      | Águilas de la U     | Los Andes            | 17 de abril | 20:00      |                              |            |            |            |
| Zona Sur           |            |                     |                      |             |            |                              |            |            |            |
| Local              | Resultado  | Visitante           | Estadio              | Fecha       | Hora       | TV                           |            |            |            |
| CD Plaza Amador II | 1 - 1      | Tauro FC II         | Luis Cascarita Tapia | 15 de abril | 20:00      | Archivo:Tigo Sports logo.svg |            |            |            |
| Alianza FC II      | 0 - 1      | Potros del Este II  | Luis Cascarita Tapia | 16 de abril | 17:00      |                              |            |            |            |
| San Martin FC      | 2 - 2      | Panamá City FC      | Luis Cascarita Tapia | 17 de abril | 20:00      |                              |            |            |            |
| Total de goles: 15 |            |                     |                      |             |            |                              |            |            |            |

| Jornada 14          | Jornada 14 | Jornada 14         | Jornada 14           | Jornada 14  | Jornada 14 | Jornada 14                   | Jornada 14 | Jornada 14 | Jornada 14 |
| ------------------- | ---------- | ------------------ | -------------------- | ----------- | ---------- | ---------------------------- | ---------- | ---------- | ---------- |
| Zona Norte          |            |                    |                      |             |            |                              |            |            |            |
| Local               | Resultado  | Visitante          | Estadio              | Fecha       | Hora       | TV                           |            |            |            |
| CD Árabe Unido II   | 0 - 2      | Águilas de la U    | Armando Dely Valdés  | 20 de abril | 15:30      |                              |            |            |            |
| Sporting SM II      | 2 - 1      | Champions Academy  | Los Andes            | 20 de abril | 20:00      |                              |            |            |            |
| CIEX Sports Academy | 2 - 0      | Umecit FC II       | Eagles Stadium       | 20 de abril | 20:00      |                              |            |            |            |
| Zona Sur            |            |                    |                      |             |            |                              |            |            |            |
| Local               | Resultado  | Visitante          | Estadio              | Fecha       | Hora       | TV                           |            |            |            |
| CD Plaza Amador     | 4 - 2      | San Martin FC      | Cos Sports Plaza     | 20 de abril | 9:00       | Archivo:Tigo Sports logo.svg |            |            |            |
| Alianza FC II       | 1 - 3      | Panamá City FC     | Luis Cascarita Tapia | 20 de abril | 20:00      |                              |            |            |            |
| Tauro FC II         | 1 - 2      | Potros del Este II | Luis Cascarita Tapia | 21 de abril | 18:00      |                              |            |            |            |
| Total de goles: 20  |            |                    |                      |             |            |                              |            |            |            |

| Jornada 15          | Jornada 15 | Jornada 15         | Jornada 15           | Jornada 15  | Jornada 15 | Jornada 15                   | Jornada 15 | Jornada 15 | Jornada 15 |
| ------------------- | ---------- | ------------------ | -------------------- | ----------- | ---------- | ---------------------------- | ---------- | ---------- | ---------- |
| Zona Norte          |            |                    |                      |             |            |                              |            |            |            |
| Local               | Resultado  | Visitante          | Estadio              | Fecha       | Hora       | TV                           |            |            |            |
| CIEX Sports Academy | 2 - 1      | CD Árabe Unido II  | Eagles Stadium       | 27 de abril | 20:00      |                              |            |            |            |
| Águilas de la U     | 3 - 1      | Champions Academy  | Luis Cascarita Tapia | 27 de abril | 20:00      |                              |            |            |            |
| Umecit FC II        | 1 - 4      | Sporting SM II     | Futuras Promesas     | 28 de abril | 15:30      |                              |            |            |            |
| Zona Sur            |            |                    |                      |             |            |                              |            |            |            |
| Local               | Resultado  | Visitante          | Estadio              | Fecha       | Hora       | TV                           |            |            |            |
| San Martin FC       | 4 - 1      | Alianza FC II      | Luis Cascarita Tapia | 26 de abril | 20:00      |                              |            |            |            |
| Panamá City FC      | 1 - 0      | Tauro FC II        | Yappy Park           | 26 de abril | 20:00      | Archivo:Tigo Sports logo.svg |            |            |            |
| Potros del Este     | 1 - 1      | CD Plaza Amador II | Luis Cascarita Tapia | 28 de abril | 18:00      |                              |            |            |            |
| Total de goles: 20  |            |                    |                      |             |            |                              |            |            |            |

| Jornada 16         | Jornada 16 | Jornada 16          | Jornada 16           | Jornada 16 | Jornada 16 | Jornada 16                   | Jornada 16 | Jornada 16 | Jornada 16 |
| ------------------ | ---------- | ------------------- | -------------------- | ---------- | ---------- | ---------------------------- | ---------- | ---------- | ---------- |
| Zona Norte         |            |                     |                      |            |            |                              |            |            |            |
| Local              | Resultado  | Visitante           | Estadio              | Fecha      | Hora       | TV                           |            |            |            |
| Champions Academy  | 2 - 3      | Umecit FC II        | Armando Dely Valdés  | 3 de mayo  | 15:30      |                              |            |            |            |
| Sporting SM II     | 1 - 0      | CD Árabe Unido II   | Los Andes            | 3 de mayo  | 20:00      | Archivo:Tigo Sports logo.svg |            |            |            |
| Águilas de la U    | 6 - 0      | CIEX Sports Academy | Luis Cascarita Tapia | 4 de mayo  | 18:00      |                              |            |            |            |
| Zona Sur           |            |                     |                      |            |            |                              |            |            |            |
| Local              | Resultado  | Visitante           | Estadio              | Fecha      | Hora       | TV                           |            |            |            |
| Tauro FC II        | 1 - 0      | San Martin FC       | Luis Cascarita Tapia | 2 de mayo  | 20:00      |                              |            |            |            |
| Panamá City FC     | 2 - 2      | Potros del Este II  | Yappy Park           | 2 de mayo  | 20:00      |                              |            |            |            |
| Alianza FC II      | 1 - 4      | CD Plaza Amador II  | Luis Cascarita Tapia | 3 de mayo  | 17:00      | Archivo:Tigo Sports logo.svg |            |            |            |
| Total de goles: 22 |            |                     |                      |            |            |                              |            |            |            |

## Conferencia Oeste

### Clasificación

#### Zona Norte
| Pos. | Equipo                   | Pts. | PJ | G  | E | P  | GF | GC | Dif. | Notas                                    |
| ---- | ------------------------ | ---- | -- | -- | - | -- | -- | -- | ---- | ---------------------------------------- |
| 1    | C. D. Bocas F. C.        | 37   | 16 | 11 | 4 | 1  | 33 | 8  | +25  | Acceso a las semifinales de conferencia. |
| 2    | Mario Méndez F. C.       | 21   | 16 | 5  | 6 | 5  | 20 | 23 | −3   | Acceso a las semifinales de conferencia. |
| 3    | Universidad Latina       | 19   | 16 | 6  | 1 | 9  | 27 | 32 | −5   |                                          |
| 4    | Herrera F. C. "B"        | 15   | 16 | 3  | 6 | 7  | 16 | 25 | −9   |                                          |
| 5    | Veraguas United F. C. II | 13   | 16 | 3  | 4 | 9  | 21 | 29 | −8   |                                          |
| 6    | Los Santos F. C.         | 9    | 16 | 2  | 3 | 11 | 16 | 41 | −25  | Último lugar.                            |

Actualizado a los partidos jugados el 3 de mayo de 2024.
 Fuente: Liga Prom, Soccerway.

#### Zona Sur
| Pos. | Equipo                  | Pts. | PJ | G | E | P | GF | GC | Dif. | Notas                                    |
| ---- | ----------------------- | ---- | -- | - | - | - | -- | -- | ---- | ---------------------------------------- |
| 1    | UDELAS F. C.            | 28   | 16 | 8 | 4 | 4 | 31 | 22 | +9   | Acceso a las semifinales de conferencia. |
| 2    | Academia Costa del Este | 27   | 16 | 8 | 3 | 5 | 29 | 22 | +7   | Acceso a las semifinales de conferencia. |
| 3    | San Francisco F. C. II  | 27   | 16 | 8 | 3 | 5 | 22 | 16 | +6   |                                          |
| 4    | S. D. Atlético Nacional | 24   | 16 | 5 | 9 | 2 | 27 | 17 | +10  |                                          |
| 5    | C. A. Independiente II  | 22   | 16 | 5 | 7 | 4 | 17 | 16 | +1   |                                          |
| 6    | Unión Coclé F. C.       | 20   | 16 | 6 | 2 | 8 | 20 | 28 | −8   | Último lugar.                            |

Actualizado a los partidos jugados el 3 de mayo de 2024.
 Fuente: Liga Prom, Soccerway.

#### Resultados
- Los horarios son correspondientes al tiempo de Ciudad de Panamá (UTC-5).
- Puedes mirar el calendario completo aquí.

| Jornada 1               | Jornada 1 | Jornada 1            | Jornada 1                 | Jornada 1   | Jornada 1 | Jornada 1                    | Jornada 1 | Jornada 1 | Jornada 1 |
| ----------------------- | --------- | -------------------- | ------------------------- | ----------- | --------- | ---------------------------- | --------- | --------- | --------- |
| Zona Norte              |           |                      |                           |             |           |                              |           |           |           |
| Local                   | Resultado | Visitante            | Estadio                   | Fecha       | Hora      | TV                           |           |           |           |
| Herrera FC II           | 1 - 0     | Bocas FC             | Los Milagros              | 18 de enero | 19:00     |                              |           |           |           |
| Veraguas United FC II   | 0 - 1     | Universidad Latina   | Rafael Rodríguez          | 20 de enero | 17:00     |                              |           |           |           |
| Mario Méndez FC         | 2 - 0     | Los Santos FC        | San Cristóbal             | 20 de enero | 17:00     |                              |           |           |           |
| Zona Sur                |           |                      |                           |             |           |                              |           |           |           |
| Local                   | Resultado | Visitante            | Estadio                   | Fecha       | Hora      | TV                           |           |           |           |
| CA Independiente II     | 0 - 0     | Udelas FC            | Agustín "Muquita" Sánchez | 18 de enero | 20:00     |                              |           |           |           |
| San Francisco FC II     | 3 - 0     | Unión Coclé FC       | Agustín "Muquita" Sánchez | 19 de enero | 17:00     | Archivo:Tigo Sports logo.svg |           |           |           |
| Academia Costa del Este | 3 - 3     | SD Atlético Nacional | Agustín "Muquita" Sánchez | 22 de enero | 19:00     |                              |           |           |           |
| Total de goles: 13      |           |                      |                           |             |           |                              |           |           |           |

| Jornada 2            | Jornada 2 | Jornada 2               | Jornada 2                   | Jornada 2   | Jornada 2 | Jornada 2 | Jornada 2 | Jornada 2 | Jornada 2 |
| -------------------- | --------- | ----------------------- | --------------------------- | ----------- | --------- | --------- | --------- | --------- | --------- |
| Zona Norte           |           |                         |                             |             |           |           |           |           |           |
| Local                | Resultado | Visitante               | Estadio                     | Fecha       | Hora      | TV        |           |           |           |
| Universidad Latina   | 0 - 1     | Mario Méndez FC         | Virgilio Tejeira            | 25 de enero | 15:30     |           |           |           |           |
| Bocas FC             | 0 - 0     | Veraguas United FC II   | Edson Arantes do Nascimento | 26 de enero | 19:00     |           |           |           |           |
| Herrera FC II        | 0 - 0     | Los Santos FC           | Los Milagros                | 28 de enro  | 16:00     |           |           |           |           |
| Zona Sur             |           |                         |                             |             |           |           |           |           |           |
| Local                | Resultado | Visitante               | Estadio                     | Fecha       | Hora      | TV        |           |           |           |
| Unión Coclé FC       | 1 - 2     | CA Independiente II     | Virgilio Tejeira            | 26 de enero | 15:30     |           |           |           |           |
| SD Atlético Nacional | 2 - 2     | San Francisco FC II     | Javier Cruz                 | 26 de enero | 20:00     |           |           |           |           |
| UDELAS FC            | 2 - 3     | Academia Costa del Este | Javier Cruz                 | 28 de enero | 18:00     |           |           |           |           |
| Total de goles: 13   |           |                         |                             |             |           |           |           |           |           |

| Jornada 3             | Jornada 3 | Jornada 3               | Jornada 3                 | Jornada 3    | Jornada 3 | Jornada 3                    | Jornada 3 | Jornada 3 | Jornada 3 |
| --------------------- | --------- | ----------------------- | ------------------------- | ------------ | --------- | ---------------------------- | --------- | --------- | --------- |
| Zona Norte            |           |                         |                           |              |           |                              |           |           |           |
| Local                 | Resultado | Visitante               | Estadio                   | Fecha        | Hora      | TV                           |           |           |           |
| Veraguas United FC II | 1 - 2     | Herrera FC II           | Rafael Rodríguez          | 2 de febrero | 19:00     |                              |           |           |           |
| Los Santos FC         | 2 - 4     | Universidad Latina      | París                     | 3 de febrero | 16:00     |                              |           |           |           |
| Mario Méndez FC       | 0 - 3     | Bocas FC                | San Cristóbal             | 3 de febrero | 19:00     |                              |           |           |           |
| Zona Sur              |           |                         |                           |              |           |                              |           |           |           |
| Local                 | Resultado | Visitante               | Estadio                   | Fecha        | Hora      | TV                           |           |           |           |
| CA Independiente II   | 1 - 2     | Academia Costa del Este | Agustín "Muquita" Sánchez | 31 de enero  | 18:00     |                              |           |           |           |
| San Francisco FC II   | 1 - 1     | UDELAS FC               | Agustín "Muquita" Sánchez | 1 de febrero | 20:00     | Archivo:Tigo Sports logo.svg |           |           |           |
| Unión Coclé FC        | 0 - 3     | SD Atlético Nacional    | Virgilio Tejiera          | 2 de febrero | 15:30     |                              |           |           |           |
| Total de goles: 20    |           |                         |                           |              |           |                              |           |           |           |

| Jornada 4               | Jornada 4 | Jornada 4            | Jornada 4                    | Jornada 4    | Jornada 4 | Jornada 4 | Jornada 4 | Jornada 4 | Jornada 4 |
| ----------------------- | --------- | -------------------- | ---------------------------- | ------------ | --------- | --------- | --------- | --------- | --------- |
| Zona Norte              |           |                      |                              |              |           |           |           |           |           |
| Local                   | Resultado | Visitante            | Estadio                      | Fecha        | Hora      | TV        |           |           |           |
| Veraguas United FC II   | 2 - 2     | Los Santos FC        | Rafael Rodríguez             | 6 de febrero | 19:00     |           |           |           |           |
| Bocas FC                | 1 - 1     | Universidad Latina   | Edson Arantes do Nascimento  | 7 de febrero | 15:30     |           |           |           |           |
| Herrera FC II           | 1 - 1     | Mario Méndez FC      | Los Milagros                 | 7 de febrero | 19:00     |           |           |           |           |
| Zona Sur                |           |                      |                              |              |           |           |           |           |           |
| Local                   | Resultado | Visitante            | Estadio                      | Fecha        | Hora      | TV        |           |           |           |
| CA Independiente II     | 0 - 3     | San Francisco FC II  | Agustín "Muquita" Sánchez    | 5 de febrero | 20:00     |           |           |           |           |
| UDELAS FC               | 1 - 2     | SD Atlético Nacional | Luis Ernesto Cascarita Tapia | 6 de febrero | 16:00     |           |           |           |           |
| Academia Costa del Este | 2 - 3     | Unión Coclé FC       | Agustín "Muquita" Sánchez    | 6 de febrero | 19:00     |           |           |           |           |
| Total de goles: 19      |           |                      |                              |              |           |           |           |           |           |

| Jornada 5               | Jornada 5 | Jornada 5             | Jornada 5                    | Jornada 5     | Jornada 5 | Jornada 5 | Jornada 5 | Jornada 5 | Jornada 5 |
| ----------------------- | --------- | --------------------- | ---------------------------- | ------------- | --------- | --------- | --------- | --------- | --------- |
| Zona Norte              |           |                       |                              |               |           |           |           |           |           |
| Local                   | Resultado | Visitante             | Estadio                      | Fecha         | Hora      | TV        |           |           |           |
| Universidad Latina      | 0 - 2     | Herrera FC II         | Virgilio Tejeira             | 17 de febrero | 15:30     |           |           |           |           |
| Los Santos FC           | 0 - 5     | Bocas FC              | París                        | 17 de febrero | 16:oo     |           |           |           |           |
| Mario Méndez FC         | 4 - 1     | Veraguas United FC II | San Cristóbal                | 17 de febrero | 19:00     |           |           |           |           |
| Zona Sur                |           |                       |                              |               |           |           |           |           |           |
| Local                   | Resultado | Visitante             | Estadio                      | Fecha         | Hora      | TV        |           |           |           |
| Academia Costa del Este | 0 - 1     | San Francisco FC II   | Agustín "Muquita" Sánchez    | 15 de febrero | 20:00     |           |           |           |           |
| Unión Coclé FC          | 0 - 3     | UDELAS FC             | Virgilio Tejeira             | 16 de febrero | 15:30     |           |           |           |           |
| SD Atlético Nacional    | 0 - 0     | CA Independiente II   | Luis Ernesto Cascarita Tapia | 17 de febrero | 19:00     |           |           |           |           |
| Total de goles: 16      |           |                       |                              |               |           |           |           |           |           |

| Jornada 6           | Jornada 6 | Jornada 6               | Jornada 6                   | Jornada 6     | Jornada 6 | Jornada 6                    | Jornada 6 | Jornada 6 | Jornada 6 |
| ------------------- | --------- | ----------------------- | --------------------------- | ------------- | --------- | ---------------------------- | --------- | --------- | --------- |
| Interzona           |           |                         |                             |               |           |                              |           |           |           |
| Local               | Resultado | Visitante               | Estadio                     | Fecha         | Hora      | TV                           |           |           |           |
| Universidad Latina  | 3 - 1     | SD Atlético Nacional    | Virgilio Tejeira            | 23 de febrero | 15:30     |                              |           |           |           |
| San Francisco FC II | 1 - 2     | Veraguas United FC II   | Agustín "Muquita" Sánchez   | 23 de febrero | 17:00     | Archivo:Tigo Sports logo.svg |           |           |           |
| Unión Coclé FC      | 3 - 0     | Mario Méndez FC         | Virgilio Tejiera            | 24 de febrero | 15:30     |                              |           |           |           |
| Los Santos FC       | 1 - 4     | Academia Costa Del Este | París                       | 24 de febrero | 16:00     |                              |           |           |           |
| Bocas FC            | 3 - 0     | UDELAS FC               | Edson Arantes do Nascimento | 24 de febrero | 18:00     |                              |           |           |           |
| Herrera FC II       | 1 - 1     | CA Independiente II     | Los Milagros                | 24 de febrero | 19:00     |                              |           |           |           |
| Total de goles: 20  |           |                         |                             |               |           |                              |           |           |           |

| Jornada 7             | Jornada 7 | Jornada 7               | Jornada 7        | Jornada 7  | Jornada 7 | Jornada 7 | Jornada 7 | Jornada 7 | Jornada 7 |
| --------------------- | --------- | ----------------------- | ---------------- | ---------- | --------- | --------- | --------- | --------- | --------- |
| Interzona             |           |                         |                  |            |           |           |           |           |           |
| Local                 | Resultado | Visitante               | Estadio          | Fecha      | Hora      | TV        |           |           |           |
| Universidad Latina    | 0 - 2     | Academia Costa del Este | Virgilio Tejeira | 1 de marzo | 15:00     |           |           |           |           |
| UDELAS FC             | 3 - 1     | Herrera FC II           | Javier Cruz      | 1 de marzo | 19:00     |           |           |           |           |
| Unión Coclé FC        | 2 - 0     | Los Santos FC           | Virgilio Tejeira | 2 de marzo | 15:30     |           |           |           |           |
| Mario Méndez FC       | 1 - 2     | San Francisco FC II     | San Cristóbal    | 2 de marzo | 19:00     |           |           |           |           |
| Veraguas United FC II | 0 - 0     | CA Independiente II     | Rafael Rodríguez | 3 de marzo | 19:00     |           |           |           |           |
| SD Atlético Nacional  | 1 - 2     | Bocas FC                | Javier Cruz      | 4 de marzo | 20:00     |           |           |           |           |
| Total de goles: 14    |           |                         |                  |            |           |           |           |           |           |

| Jornada 8               | Jornada 8 | Jornada 8             | Jornada 8                 | Jornada 8   | Jornada 8 | Jornada 8                    | Jornada 8 | Jornada 8 | Jornada 8 |
| ----------------------- | --------- | --------------------- | ------------------------- | ----------- | --------- | ---------------------------- | --------- | --------- | --------- |
| Interzona               |           |                       |                           |             |           |                              |           |           |           |
| Local                   | Resultado | Visitante             | Estadio                   | Fecha       | Hora      | TV                           |           |           |           |
| San Francisco FC II     | 2 - 0     | Universidad Latina    | Agustín "Muquita" Sánchez | 7 de marzo  | 20:00     |                              |           |           |           |
| Academia Costa del Este | 0 - 0     | Bocas FC              | Agustín "Muquita" Sánchez | 8 de marzo  | 16:00     | Archivo:Tigo Sports logo.svg |           |           |           |
| CA Independiente II     | 4 - 1     | Los Santos FC         | Agustín "Muquita" Sánchez | 9 de marzo  | 14:30     |                              |           |           |           |
| SD Atlético Nacional    | 2 - 1     | Veraguas United FC II | Javier Cruz               | 9 de marzo  | 19:00     |                              |           |           |           |
| Mario Méndez FC         | 2 - 2     | UDELAS FC             | San Cristóbal             | 9 de marzo  | 19:00     |                              |           |           |           |
| Herrera FC II           | 0 - 1     | Unión Coclé FC        | Los Milagros              | 10 de marzo | 18:00     |                              |           |           |           |
| Total de goles: 15      |           |                       |                           |             |           |                              |           |           |           |

| Jornada 9               | Jornada 9 | Jornada 9             | Jornada 9                   | Jornada 9   | Jornada 9 | Jornada 9 | Jornada 9 | Jornada 9 | Jornada 9 |
| ----------------------- | --------- | --------------------- | --------------------------- | ----------- | --------- | --------- | --------- | --------- | --------- |
| Interzona               |           |                       |                             |             |           |           |           |           |           |
| Local                   | Resultado | Visitante             | Estadio                     | Fecha       | Hora      | TV        |           |           |           |
| Academia Costa del Este | 3 - 2     | Mario Méndez FC       | Agustín "Muquita" Sánchez   | 14 de marzo | 20:00     |           |           |           |           |
| Universidad Latina      | 3 - 5     | Unión Coclé FC        | Virgilio Tejiera            | 15 de marzo | 15:30     |           |           |           |           |
| UDELAS FC               | 4 - 2     | Veraguas United FC II | Javier Cruz                 | 15 de marzo | 19:00     |           |           |           |           |
| Bocas FC                | 2 - 0     | CA Independiente II   | Edson Arantes do Nascimento | 15 de marzo | 19:00     |           |           |           |           |
| Los Santos FC           | 0 - 1     | San Francisco FC II   | París                       | 16 de marzo | 16:00     |           |           |           |           |
| Herrera FC II           | 1 - 1     | SD Atlético Nacional  | Los Milagros                | 16 de marzo | 19:00     |           |           |           |           |
| Total de goles: 24      |           |                       |                             |             |           |           |           |           |           |

| Jornada 10            | Jornada 10 | Jornada 10              | Jornada 10                | Jornada 10  | Jornada 10 | Jornada 10                   | Jornada 10 | Jornada 10 | Jornada 10 |
| --------------------- | ---------- | ----------------------- | ------------------------- | ----------- | ---------- | ---------------------------- | ---------- | ---------- | ---------- |
| Interzona             |            |                         |                           |             |            |                              |            |            |            |
| Local                 | Resultado  | Visitante               | Estadio                   | Fecha       | Hora       | TV                           |            |            |            |
| San Francisco FC II   | 1 - 0      | Herrera FC II           | Agustín "Muquita" Sánchez | 21 de marzo | 20:00      | Archivo:Tigo Sports logo.svg |            |            |            |
| CA Independiente II   | 1 - 0      | Universidad Latina      | Agustín "Muquita" Sánchez | 22 de marzo | 16:00      |                              |            |            |            |
| Veraguas United FC II | 0 - 1      | Academia Costa del Este | Rafael Rodríguez          | 22 de marzo | 19:00      |                              |            |            |            |
| Mario Méndez FC       | 0 - 0      | SD Atlético Nacional    | San Cristóbal             | 22 de marzo | 19:00      |                              |            |            |            |
| Unión Coclé FC        | 0 - 2      | Bocas FC                | Virgilio Tejiera          | 23 de marzo | 15:30      |                              |            |            |            |
| Los Santos FC         | 1 - 2      | UDELAS FC               | París                     | 23 de marzo | 16:00      |                              |            |            |            |
| Total de goles: 8     |            |                         |                           |             |            |                              |            |            |            |

| Jornada 11              | Jornada 11 | Jornada 11          | Jornada 11                  | Jornada 11 | Jornada 11 | Jornada 11                   | Jornada 11 | Jornada 11 | Jornada 11 |
| ----------------------- | ---------- | ------------------- | --------------------------- | ---------- | ---------- | ---------------------------- | ---------- | ---------- | ---------- |
| Interzona               |            |                     |                             |            |            |                              |            |            |            |
| Local                   | Resultado  | Visitante           | Estadio                     | Fecha      | Hora       | TV                           |            |            |            |
| UDELAS FC               | 2 - 3      | Universidad Latina  | Luis Cascarita Tapia        | 4 de abril | 20:00      | Archivo:Tigo Sports logo.svg |            |            |            |
| Veraguas United FC II   | 4 - 1      | Unión Coclé FC      | Rafael Rodríguez            | 5 de abril | 17:00      | Archivo:Tigo Sports logo.svg |            |            |            |
| Bocas FC                | 2 - 1      | San Francisco FC II | Edson Arantes do Nascimento | 5 de abril | 19:00      |                              |            |            |            |
| Academia Costa del Este | 2 - 0      | Herrera FC II       | Luis Cascarita Tapia        | 5 de abril | 19:00      |                              |            |            |            |
| SD Atlético Nacional    | 6 - 0      | Los Santos FC       | Agustín Muquita Sánchez     | 5 de abril | 19:00      |                              |            |            |            |
| CA Independiente II     | 3 - 0      | Mario Méndez FC     | Agustín Muquita Sánchez     | 6 de abril | 18:00      |                              |            |            |            |
| Total de goles: 24      |            |                     |                             |            |            |                              |            |            |            |

| Jornada 12           | Jornada 12 | Jornada 12              | Jornada 12                  | Jornada 12  | Jornada 12 | Jornada 12                   | Jornada 12 | Jornada 12 | Jornada 12 |
| -------------------- | ---------- | ----------------------- | --------------------------- | ----------- | ---------- | ---------------------------- | ---------- | ---------- | ---------- |
| Zona Norte           |            |                         |                             |             |            |                              |            |            |            |
| Local                | Resultado  | Visitante               | Estadio                     | Fecha       | Hora       | TV                           |            |            |            |
| Universidad Latina   | 2 - 1      | Veraguas United FC II   | Virgilio Tejeira            | 12 de abril | 15:30      |                              |            |            |            |
| Los Santos FC        | 0 - 1      | Mario Méndez FC         | París                       | 13 de abril | 16:00      |                              |            |            |            |
| Bocas FC             | 4 - 0      | Herrera FC II           | Edson Arantes do Nascimento | 13 de abril | 18:00      |                              |            |            |            |
| Zona Sur             |            |                         |                             |             |            |                              |            |            |            |
| Local                | Resultado  | Visitante               | Estadio                     | Fecha       | Hora       | TV                           |            |            |            |
| SD Atlético Nacional | 2 - 0      | Academia Costa del Este | Luis Cascarita Tapia        | 11 de abril | 20:00      | Archivo:Tigo Sports logo.svg |            |            |            |
| Unión Coclé FC       | 1 - 2      | San Francisco FC II     | Virgilio Tejiera            | 13 de abril | 15:30      |                              |            |            |            |
| UDELAS FC            | 3 - 1      | CA Independiente II     | Luis Cascarita Tapia        | 14 de abril | 18:00      |                              |            |            |            |
| Total de goles: 17   |            |                         |                             |             |            |                              |            |            |            |

| Jornada 13              | Jornada 13 | Jornada 13           | Jornada 13              | Jornada 13  | Jornada 13 | Jornada 13 | Jornada 13 | Jornada 13 | Jornada 13 |
| ----------------------- | ---------- | -------------------- | ----------------------- | ----------- | ---------- | ---------- | ---------- | ---------- | ---------- |
| Zona Norte              |            |                      |                         |             |            |            |            |            |            |
| Local                   | Resultado  | Visitante            | Estadio                 | Fecha       | Hora       | TV         |            |            |            |
| Los Santos FC           | 1 - 1      | Herrera FC II        | París                   | 16 de abril | 16:00      |            |            |            |            |
| Veraguas United FC II   | 0 - 2      | Bocas FC             | Rafael Rodríguez        | 16 de abril | 19:00      |            |            |            |            |
| Mario Méndez FC         | 3 - 2      | Universidad Latina   | San Cristóbal           | 17 de abril | 19:00      |            |            |            |            |
| Zona Sur                |            |                      |                         |             |            |            |            |            |            |
| Local                   | Resultado  | Visitante            | Estadio                 | Fecha       | Hora       | TV         |            |            |            |
| San Francisco FC II     | 1 - 1      | SD Atlético Nacional | Agustín Muquita Sánchez | 15 de abril | 20:00      |            |            |            |            |
| CA Independiente II     | 0 - 0      | Unión Coclé FC       | Agustín Muquita Sánchez | 17 de abril | 17:00      |            |            |            |            |
| Academia Costa del Este | 1 - 3      | UDELAS FC            | Luis Cascarita Tapia    | 18 de abril | 18:00      |            |            |            |            |
| Total de goles: 15      |            |                      |                         |             |            |            |            |            |            |

| Jornada 14              | Jornada 14 | Jornada 14            | Jornada 14                  | Jornada 14  | Jornada 14 | Jornada 14 | Jornada 14 | Jornada 14 | Jornada 14 |
| ----------------------- | ---------- | --------------------- | --------------------------- | ----------- | ---------- | ---------- | ---------- | ---------- | ---------- |
| Zona Norte              |            |                       |                             |             |            |            |            |            |            |
| Local                   | Resultado  | Visitante             | Estadio                     | Fecha       | Hora       | TV         |            |            |            |
| Bocas FC                | 1 - 1      | Mario Méndez FC       | Edson Arantes do Nascimento | 20 de abril | 18:00      |            |            |            |            |
| Universidad Latina      | 2 - 3      | Los Santos FC         | Virgilio Tejeira            | 21 de abril | 15:30      |            |            |            |            |
| Herrrera FC II          | 2 - 4      | Veraguas United FC II | Los Milagros                | 21 de abril | 18:00      |            |            |            |            |
| Zona Sur                |            |                       |                             |             |            |            |            |            |            |
| Local                   | Resultado  | Visitante             | Estadio                     | Fecha       | Hora       | TV         |            |            |            |
| SD Atlético Nacional    | 1 - 1      | Unión Coclé FC        | Luis Cascarita Tapia        | 19 de abril | 20:00      |            |            |            |            |
| Academia Costa del Este | 2 - 2      | CA Independiente II   | Agustín Muquita Sánchez     | 20 de abril | 20:00      |            |            |            |            |
| UDELAS FC               | 2 - 1      | San Francisco FC II   | Javier Cruz                 | 21 de abril | 16:00      |            |            |            |            |
| Total de goles: 22      |            |                       |                             |             |            |            |            |            |            |

| Jornada 15           | Jornada 15 | Jornada 15              | Jornada 15              | Jornada 15  | Jornada 15 | Jornada 15                   | Jornada 15 | Jornada 15 | Jornada 15 |
| -------------------- | ---------- | ----------------------- | ----------------------- | ----------- | ---------- | ---------------------------- | ---------- | ---------- | ---------- |
| Zona Norte           |            |                         |                         |             |            |                              |            |            |            |
| Local                | Resultado  | Visitante               | Estadio                 | Fecha       | Hora       | TV                           |            |            |            |
| Universidad Latina   | 2 - 3      | Bocas FC                | Virgilio Tejeira        | 26 de abril | 15:30      |                              |            |            |            |
| Los Santos FC        | 4 - 2      | Veraguas United FC II   | París                   | 26 de abril | 16:00      |                              |            |            |            |
| Mario Méndez FC      | 1 - 1      | Herrera FC II           | San Cristóbal           | 26 de abril | 19:00      |                              |            |            |            |
| Zona Sur             |            |                         |                         |             |            |                              |            |            |            |
| Local                | Resultado  | Visitante               | Estadio                 | Fecha       | Hora       | TV                           |            |            |            |
| Unión Coclé FC       | 2 - 1      | Academia Costa del Este | Virgilio Tejiera        | 25 de abril | 15:30      |                              |            |            |            |
| SD Atlético Nacional | 1 - 1      | UDELAS FC               | Luis Cascarita Tapia    | 25 de abril | 17:00      | Archivo:Tigo Sports logo.svg |            |            |            |
| San Francisco FC II  | 0 - 1      | CA Independiente II     | Agustín Muquita Sánchez | 28 de abril | 19:00      |                              |            |            |            |
| Total de goles: 19   |            |                         |                         |             |            |                              |            |            |            |

| Jornada 16            | Jornada 16 | Jornada 16              | Jornada 16                  | Jornada 16  | Jornada 16 | Jornada 16 | Jornada 16 | Jornada 16 | Jornada 16 |
| --------------------- | ---------- | ----------------------- | --------------------------- | ----------- | ---------- | ---------- | ---------- | ---------- | ---------- |
| Zona Norte            |            |                         |                             |             |            |            |            |            |            |
| Local                 | Resultado  | Visitante               | Estadio                     | Fecha       | Hora       | TV         |            |            |            |
| Herrera FC II         | 3 - 4      | Universidad Latina      | Los Milagros                | 2 de mayo   | 19:00      |            |            |            |            |
| Bocas FC              | 3 - 1      | Los Santos FC           | Edson Arantes do Nascimento | 2 de mayo   | 19:00      |            |            |            |            |
| Veraguas United FC II | 1 - 1      | Mario Méndez FC         | Rafael Rodríguez            | 3 de mayo   | 19:00      |            |            |            |            |
| Zona Sur              |            |                         |                             |             |            |            |            |            |            |
| Local                 | Resultado  | Visitante               | Estadio                     | Fecha       | Hora       | TV         |            |            |            |
| CA Independiente II   | 1 - 1      | SD Atlético Nacional    | Agustín Muquita Sánchez     | 30 de abril | 20:00      |            |            |            |            |
| UDELAS FC             | 2 - 0      | Unión Coclé FC          | Javier Cruz                 | 3 de mayo   | 19:00      |            |            |            |            |
| San Francisco FC II   | 0 - 3      | Academia Costa del Este | Agustín Muquita Sánchez     | 3 de mayo   | 19:00      |            |            |            |            |
| Total de goles: 20    |            |                         |                             |             |            |            |            |            |            |

## Fase Final
|  | Semifinales de Conferencia                               | Semifinales de Conferencia                               | Semifinales de Conferencia                               | Semifinales de Conferencia                               | Semifinales de Conferencia                               |   |        | Finales de Conferencia  | Finales de Conferencia | Finales de Conferencia |  |      | Final Apertura | Final Apertura | Final Apertura |  |
|  | 8, 9, 10 y 11 de mayo (Ida) 12, 13 y 17 de mayo (Vuelta) | 8, 9, 10 y 11 de mayo (Ida) 12, 13 y 17 de mayo (Vuelta) | 8, 9, 10 y 11 de mayo (Ida) 12, 13 y 17 de mayo (Vuelta) | 8, 9, 10 y 11 de mayo (Ida) 12, 13 y 17 de mayo (Vuelta) | 8, 9, 10 y 11 de mayo (Ida) 12, 13 y 17 de mayo (Vuelta) |   |        | 19 y 21 de mayo         | 19 y 21 de mayo        | 19 y 21 de mayo        |  |      | 26 de mayo     | 26 de mayo     | 26 de mayo     |  |
|  |                                                          |                                                          |                                                          |                                                          |                                                          |   |        |                         |                        |                        |  |      |                |                |                |  |
|  |                                                          |                                                          |                                                          |                                                          |                                                          |   |        |                         |                        |                        |  |      |                |                |                |  |
|  | 1°N(E)                                                   | Sporting SM II                                           | 2                                                        | 4                                                        | 6                                                        |   |        |                         |                        |                        |  |      |                |                |                |  |
|  | 1°N(E)                                                   | Sporting SM II                                           | 2                                                        | 4                                                        | 6                                                        |   |        |                         |                        |                        |  |      |                |                |                |  |
|  | 2°S(E)                                                   | CD Plaza Amador II                                       | 0                                                        | 0                                                        | 0                                                        |   |        |                         |                        |                        |  |      |                |                |                |  |
|  | 2°S(E)                                                   | CD Plaza Amador II                                       | 0                                                        | 0                                                        | 0                                                        |   | 1°N(E) | Sporting SM II          | 3                      |                        |  |      |                |                |                |  |
|  |                                                          |                                                          |                                                          |                                                          |                                                          |   | 1°N(E) | Sporting SM II          | 3                      |                        |  |      |                |                |                |  |
|  |                                                          |                                                          | 1°S(E)                                                   | Panama City FC                                           | 1                                                        |   |        |                         |                        |                        |  |      |                |                |                |  |
|  | 1°S(E)                                                   | Panama City FC                                           | 1°S(E)                                                   | Panama City FC                                           | 1                                                        | 0 | 3      | 3                       |                        |                        |  |      |                |                |                |  |
|  | 1°S(E)                                                   | Panama City FC                                           |                                                          |                                                          |                                                          |   |        | 3                       |                        |                        |  |      |                |                |                |  |
|  | 2°N(E)                                                   | Águilas de la U                                          | 1                                                        | 1                                                        | 2                                                        |   |        |                         |                        |                        |  |      |                |                |                |  |
|  | 2°N(E)                                                   | Águilas de la U                                          | 1                                                        | 1                                                        | 2                                                        |   |        |                         |                        |                        |  | C(E) | Sporting SM II | 2              |                |  |
|  |                                                          |                                                          |                                                          |                                                          |                                                          |   |        |                         |                        |                        |  | C(E) | Sporting SM II | 2              |                |  |
|  |                                                          |                                                          | C(O)                                                     | Mario Méndez FC                                          | 1                                                        |   |        |                         |                        |                        |  |      |                |                |                |  |
|  | 1°N(O)                                                   | CD Bocas FC                                              | C(O)                                                     | Mario Méndez FC                                          | 1                                                        | 1 | 2      | 3 (5)                   |                        |                        |  |      |                |                |                |  |
|  | 1°N(O)                                                   | CD Bocas FC                                              |                                                          |                                                          |                                                          |   |        | 3 (5)                   |                        |                        |  |      |                |                |                |  |
|  | 2°S(O)                                                   | Academia Costa del Este                                  | 0                                                        | 3                                                        | 3 (6)                                                    |   |        |                         |                        |                        |  |      |                |                |                |  |
|  | 2°S(O)                                                   | Academia Costa del Este                                  | 0                                                        | 3                                                        | 3 (6)                                                    |   | 2°S(O) | Academia Costa del Este | 0                      |                        |  |      |                |                |                |  |
|  |                                                          |                                                          |                                                          |                                                          |                                                          |   | 2°S(O) | Academia Costa del Este | 0                      |                        |  |      |                |                |                |  |
|  |                                                          |                                                          | 2°N(O)                                                   | Mario Méndez FC                                          | 1                                                        |   |        |                         |                        |                        |  |      |                |                |                |  |
|  | 1°S(O)                                                   | UDELAS FC                                                | 2°N(O)                                                   | Mario Méndez FC                                          | 1                                                        | 1 | 0      | 1                       |                        |                        |  |      |                |                |                |  |
|  | 1°S(O)                                                   | UDELAS FC                                                |                                                          |                                                          |                                                          |   |        | 1                       |                        |                        |  |      |                |                |                |  |
|  | 2°N(O)                                                   | Mario Méndez FC                                          | 3                                                        | 1                                                        | 4                                                        |   |        |                         |                        |                        |  |      |                |                |                |  |
|  | 2°N(O)                                                   | Mario Méndez FC                                          | 3                                                        | 1                                                        | 4                                                        |   |        |                         |                        |                        |  |      |                |                |                |  |
|  |                                                          |                                                          |                                                          |                                                          |                                                          |   |        |                         |                        |                        |  |      |                |                |                |  |

### Semifinales de Conferencia

#### Conferencia Este

##### Sporting S. M. II - C. D. Plaza Amador II
| Ida; 11 de mayo de 2024; 18:00 | CD Plaza Amador II | 0:2     | Sporting SM II                   | COS Sports Plaza, Ciudad de Panamá, Panamá |             |
|                                |                    | Reporte | 12' A. Henricks · 66' G. Herrera | Árbitro(s):                                | Árbitro(s): |

| Vuelta; 17 de mayo de 2024;20:00 Archivo:Tigo Sports logo.svg | Sporting SM II           | 4:0 (Global 6:0) | CD Plaza Amador II | Estadio Los Andes, San Miguelito, Panamá |             |
|                                                               | G. Herrera · A. Henricks | Reporte          |                    | Árbitro(s):                              | Árbitro(s): |

##### Panama City F. C. - Águilas de la U
| Ida; 10 de mayo de 2024; 17:00 Archivo:Tigo Sports logo.svg | Águilas de la U | 1:0     | Panamá City FC | Luis "Cascarita" Tapia, Ciudad de Panamá, Panamá |             |
|                                                             | A. Pineda 88'   | Reporte |                | Árbitro(s):                                      | Árbitro(s): |

| Vuelta; 17 de mayo de 2024;20:00 | Panama City FC                      | 3:1 (Global 3:2) | Águilas de la U | Yappy Park, Ciudad de Panamá, Panamá |             |
|                                  | A. Ramírez · J. Reluz · M. Céspedes | Reporte          | D. Barrios      | Árbitro(s):                          | Árbitro(s): |

#### Conferencia Oeste

##### C. D. Bocas. F. C - Academia Costa del Este
| Ida; 9 de mayo de 2024; 17:00 | Academia Costa del Este | 0:1     | CD Bocas      | Estadio Agustín Muquita Sánchez, La Chorrera, Panamá Oeste |             |
|                               |                         | Reporte | J. Calles 47' | Árbitro(s):                                                | Árbitro(s): |

| Vuelta; 13 de mayo de 2024; 17:00 | CD Bocas                         | 2:3 (t. s.)(5:6 p.)(Global 3:3) | Academia Costa del Este         | Estadio Pelé, El Empalme, Bocas del Toro |             |
|                                   | R. Barnes 102' · J. Dickens 115' | Reporte                         | 58' N. Zuniga · 90' 113' F. Lay | Árbitro(s):                              | Árbitro(s): |

##### UDELAS F. C. - Mario Méndez F. C.
| Ida; 8 de mayo de 2024; 20:00 | Mario Méndez FC                        | 3:1     | UDELAS FC      | Estadio San Cristóbal, David, Chiriquí |             |
|                               | L. Pérez 47' 75' · J. De La Espada 94' | Reporte | 30' L. Cáceres | Árbitro(s):                            | Árbitro(s): |

| Vuelta; 12 de mayo de 2024; 19:30 | UDELAS FC | 0:1 (Global 1:4) | Mario Méndez FC | Estadio Luis Ernesto Cascarita Tapia, Juan Díaz, Panamá |             |
|                                   |           | Reporte          | 12' J. Emmons   | Árbitro(s):                                             | Árbitro(s): |

### Finales de Conferencia

#### Conferencia Este

##### Sporting S. M. II  - Panamá City F. C.
| Final de Conferencia; 21 de mayo de 2024; 20:00 Archivo:Tigo Sports logo.svg | Sporting SM II                       | 3:1     | Panamá City FC | Estadio Los Andes, San Miguelito, Panamá |             |
|                                                                              | G. Herrera 25' 67' · A. Henricks 54' | Reporte | 92' J. Reluz   | Árbitro(s):                              | Árbitro(s): |

#### Conferencia Oeste

##### Academia Costa del Este - Mario Méndez F. C.
| Final de Conferencia; 19 de mayo de 2024; 17:00 Archivo:Tigo Sports logo.svg | Academia Costa del Este | 0:1 | Mario Méndez FC     | Estadio de Atalaya, Atalaya, Veraguas |             |
|                                                                              |                         |     | 47' J. De La Espada | Árbitro(s):                           | Árbitro(s): |

### Gran Final

##### Sporting S. M. II - Mario Méndez F. C.
| Final; 26 de mayo de 2024; 18:00 Archivo:Tigo Sports logo.svg | Sporting SM II                   | 2:1 | Mario Méndez FC | COS Sports Plaza, Ciudad de Panamá, Panamá |             |
|                                                               | G. Herrera 25' · A. Henricks 39' |     | 87' K. Bermúdez | Árbitro(s):                                | Árbitro(s): |

| Clasifica a la Superfinal 2024 |

| Campeón Apertura 2024 |
| --------------------- |
|                       |
| Sporting SM II        |
| 1° Título             |

## Estadísticas

### Tabla de goleadores
Lista con los máximos goleadores de la competencia.
| Pos. | Posición | Jugador           | Equipo                  | Goles |
| ---- | -------- | ----------------- | ----------------------- | ----- |
| 1.º  |          | Gustavo Herrera   | Sporting S. M. II       | 20    |
| 2.º  |          | Luis Pérez        | Mario Méndez F. C.      | 12    |
| 2.º  |          | Francisco Bósquez | Academy Champions F. C. | 12    |
| 3.º  |          | Daniel Petit      | UDELAS F. C.            | 11    |
| 4.º  |          | Kevin Cándelo     | Águilas de la U         | 9     |